# 范从来
范从来 (1962年9月—)，南京大学教授，主要研究方向为货币经济学和公司金融。担任中国经济发展研究会副会长、《经济研究》、《金融研究》等刊物编委，中华人民共和国教育部第七批“长江学者”特聘教授。